# De Eeker
De Eeker is een voormalig waterschap in de Nederlandse provincie Groningen.
Het schap lag ten westen van Scheemda, tussen het Winschoterdiep in het noorden en de spoorlijn Groningen-Duitsland in het zuiden. De oostgrens lag bij de Meedemerafwatering en westgrens bij de Oude Ae, een restant van de rivier de Munte. De molen sloeg uit op de Meedemerafwatering, die in verbinding stond met de Termunterzijldiep.
Waterstaatkundig gezien ligt het gebied sinds 2000 binnen dat van het waterschap Hunze en Aa's.